# Tony Hawk's Pro Skater 4
Tony Hawk's Pro Skater 4, también conocido como THPS4, es la cuarta entrega de la saga de videojuegos Tony Hawk's. Fue desarrollado por Neversoft y distribuido por Activision, fue lanzado en 2002 para PlayStation, Xbox, GameCube, PlayStation 2, Game Boy Advance y en 2003 para teléfonos móviles, Mac OS X, Microsoft Windows y en 2004 para Zodiac.

## Jugabilidad
THPS4 sigue la misma línea que la anterior entrega, Tony Hawk's Pro Skater 3, es decir, compatibilizando el modo historia o carrera con los distintos tipos de skate libre. Por lo tanto, las novedades se centran más en el apartado de cantidad: más escenarios y mucho más grandes que en THPS3, más skaters y mucho más editables (podremos crear patinadores 100% configurables, empezando por su aspecto físico, sus ropas y calzado hasta llegar a la tabla). Uno de los cambios es que cuando entramos en un escenario ya no hay límite de tiempo para permaner ahí, lo que permite al jugador explorar libremente e interactuar con el escenario y la gente que circula por él.
Al ya modo clásico de conseguir puntos venciendo en pruebas en rampas y máximas puntuaciones, tenemos en THPS4 la posibilidad de realizar pruebas tan curiosas como jugar al tenis frente a Björn Borg usando nuestra tabla de skate como raqueta y varias más en cada uno de los distintos escenarios.
En el apartado técnico, THPS4 consigue con sus animaciones y gráficos unos altos niveles de realismo, logrando que los personajes secundarios que nos encontramos por los distintos niveles logren tener un modelado como el que tiene nuestro patinador. En las opciones del juego, por ejemplo, podemos ver vídeos del "making of" de esas capturas de animación con gente real y las sesiones de grabación de las voces que ponen al juego los skaters, entre otros. Con respecto al sonido, destaca la mejora de sus efectos especiales con la implantación de diferentes fx para reproducir, lo más fielmente posible, el rodamiento de nuestro skate por encima de las diferentes superficies (asfalto, escaleras, tierra, césped, etc.).

## Pro Skaters

### Profesionales
- Tony Hawk
- Bucky Lasek
- Bob Burnquist
- Steve Caballero
- Kareem Campbell
- Rune Glifberg
- Eric Koston
- Bam Margera (comediante de Jackass)
- Rodney Mullen
- Chad Muska
- Andrew Reynolds
- Geoff Rowley
- Elissa Steamer
- Jamie Thomas
- Mike Vallely
- Jango Fett
- Daisy
- Rick Thornedfrson
- Abib Jure {para Playstation 2}
- Momo (para la versión de Game Boy Advance)
- Mindy (para la versión de Game Boy Advance)
- Frycook (para la versión de Game Boy Advance)
- Roger (para la versión de Game Boy Advance)

## Escenarios
- College
- San Francisco
- Alcatraz
- Kona
- Shipyard
- London
- Zoo
- Sewers (PlayStation 1)

### Niveles ocultos
Pueden desbloquearse en el juego los siguientes escenarios:
- Chicago (del juego Mat Hoffman's Pro BMX 2)
- Carnival

## Crítica
Notas de la crítica especializada de los videojuegos sobre THPS4:
- Meristation - 9/10 (PS2 y GC) - 8.5/10 (XBOX)  (enlace roto disponible en Internet Archive; véase el historial, la primera versión y la última).

## Banda sonora
La banda sonora de THPS4 incluye las canciones:
- AC/DC – "TNT"
- Aesop Rock – "Labor"
- Agent Orange – "Bloodstains" (Darkness version)
- Avail – "Simple Song"
- Bouncing Souls – "Manthem"
- Jai Plus - "Bad Dream"
- The Cult – "Bad Fun"
- De La Soul – "Oodles of O's"
- Delinquent Habits – "House of the Rising Drum"
- The Distillers – "Seneca Falls"
- Eyedea & Abilities – "Big Shots"
- The Faction – "Skate and Destroy"
- Flogging Molly – "Drunken Lullabies"
- Gang Starr – "Mass Appeal"
- Goldfinger – "Spokesman"
- Haiku D'Etat – "Non Compos Mentis"
- Hot Water Music – "Freightliner"
- Iron Maiden – "The Number of the Beast"
- JFA – "Beach Blanket Bongout"
- Lunchbox Avenue – "Standing Still" (bonus track on PC and Mac versions)
- Lunchbox Avenue – "Everything and Anything" (bonus track on PC and Mac versions)
- Less Than Jake – "All My Best Friends Are Metalheads"
- Lootpack – "Whenimondamic"
- Chad Muska & Biz Markie – "Bodyrock"
- Muskabeatz & Jeru the Damaja – "Verses of Doom"
- Muskabeatz & Melle Mel – "I'm a Star"
- N.W.A. – "Express Yourself"
- Nebula – "Giant"
- The Offspring – "Blackball"
- Public Enemy – "By the Time I Get to Arizona"
- Rocket from the Crypt – "Savoir Faire"
- Run-DMC – "My Adidas"
- Sex Pistols – "Anarchy in the UK"
- System of a Down – "Shimmy"
- Toy Dolls – "Dig That Groove Baby"
- US Bombs – "Yer Country"
- Zeke – "Death Alley"
- As I Lay Dying - "The Darkest Nights" (only on gamecube version)